# NP Hotels
NP Hotels var en dansk koncern, der ejede og drev en række faciliteter i København. Faciliteterne inkluderede:
NP hotels eksistere ikke mere. 
- Hotel D’Angleterre ved Kongens Nytorv
- Hotel Front ved Sankt Annæ Plads

## Virksomhedens historie
Firmaet blev oprindeligt stiftet og drevet af Henning Remmen, som endvidere tilbød udlejning af en yacht navngivet "M/Y D'Angleterre II de Copenhague" for € 90.000/uge. I september 2007 blev virksomheden solgt til det islandske investeringsselskab Nordic Partners. I oktober 2007 foretog man et navneskifte fra Remmen Hotels Holding A/S til det nuværende NP Hotels, som nu overordnet repræsenterer koncernens administrative enheder og agerer som paraply for de tre hoteller samt restauranterne.

## Ekstern henvisning
- NP Hotels officielle hjemmeside Arkiveret 31. oktober 2008 hos  Wayback Machine